# C86
| Recensione | Giudizio |
| ---------- | -------- |
| AllMusic   | [ 1 ]    |

C86 è il titolo di un'antologia in formato musicassetta pubblicata nel 1986 dal giornale britannico NME. La cassetta include band formate da poco tempo che avevano contratti con etichette indipendenti. Il termine C86 divenne in seguito un macrogenere caratterizzato da chitarre con suono jangle, un approccio primitivo alla scrittura di canzoni e strutture pop. Ai tempi aveva tuttavia un significato dispregiativo. La scena C86 è a tutt'oggi riconosciuta nell'ambiente della musica indipendente britannica, tanto che nel 2006 ne fu rilasciata un'edizione in CD con 48 tracce, mentre nel 2014 l'antologia fu pubblicata in edizione con 3 CD dalla Cherry Red Records; Il titolo indica semplicemente l'iniziale del termine cassette e l'anno di pubblicazione.

## La cassetta
La cassetta fu pubblicata come seguito della C81, anch'essa una compilation pubblicata da NME e dalla Rough Trade Records. Fu compilata dai giornalisti Roy Carr, Neil Taylor e Adrian Thrills. I lettori dovevano pagare per la cassetta lasciando un indirizzo di posta, anche se un LP fu poi pubblicato il 24 novembre 1986. Negli anni 80, la stampa britannica musicale era in competizione, con 4 settimanali che si occupavano di band e mode musicali, e c'era una tendenza a nominare e "scoprire" nuovi generi musicali in modo artificiale per aumentare l'interesse dei lettori. Quest'ultimo fattore fu confermato dai giornalisti, aggiunto anche da una tendenza simile con la "guerra fra l'hip-hop", dividendo i fan in due parti: quelli interessati dalla musica nera e progressiva e quelli interessati alla musica basata sulle chitarre."
NME promosse la cassetta con il supporto dell'Institute of Contemporary Arts, che preparò concerti per una settimana per le band incluse nella compilation. Attualmente, C86 è la 23ª cassetta pubblicata da NME, e fu seguita da una compilation di Billie Holiday.

## Influenza
Andrew Collins definì la cassetta "la cosa più indie che sia mai esistita". Bob Stanley, ex giornalista del Melody Maker e fondatore dei Saint Etienne sostenne che la cassetta diede inizio alla musica indie, poiché l'etica DIY era diffusa in isolate fanzine nel paese, e C86 cercò di unirle tutte quante. Martin Whitehead, fondatore del The Subway Organization affermò che la cassetta diede nuova importanza al genere femminile nell'industria musicale. Altri recensori ebbero opinioni più discordanti: Everett True non la ritenne rappresentativa dei suoi tempi e ristretta musicalmente; Alastair Fitchett, fan di molte delle band inserite, affermò in modo polemico che "NME pose le basi per il paesaggio desolato che noi conosciamo col vile termine Indie. Di quante altre ragioni avete bisogno per odiarlo?" The Guardian pubblicò un articolo nel 2014 ridimensionando alcuni miti riguardo alla cassetta.

## Edizione 2014
Nel 2014 ha pubblicato una edizione deluxe su CD espansa composta da 3 dischi per un totale 72 brani di cui 50 bonus tracks.

## Brani

### Lato A
1. Velocity Girl – 1:21 – Primal Scream
2. Happy Head – 2:43 – The Mighty Lemon Drops
3. Pleasantly Surprised – 2:05 – The Soup Dragons
4. Feeling So Strange Again – 1:42 – The Wolfhounds
5. Therese – 3:03 – The Bodines
6. Law – 3:39 – Mighty Mighty
7. Buffalo – 4:27 – Stump
8. Run to the Temple – 3:30 – Bogshed
9. Sharpened Sticks – 2:30 – A Witness
10. Breaking Lines – 2:58 – The Pastels
11. From Now On, This Will Be Your God – 3:17 – Age of Chance

### Lato B
1. It's Up to You – 2:36 – The Shop Assistants
2. Firestation Towers – 1:46 – Close Lobsters
3. Sport Most Royal – 2:55 – Miaow
4. I Hate Nerys Hughes (From the Heart) – 3:43 – Half Man Half Biscuit
5. Transparent – 2:33 – The Servants
6. Big Jim (There's No Pubs in Heaven) – 2:36 – The Mackenzies
7. New Way (Quick Wash and Brush Up with Liberation Theology) – 1:38 – Big Flame
8. Console Me – 1:25 – We've Got A Fuzzbox and We're Gonna Use It
9. Celestial City – 3:00 – McCarthy
10. Bullfighter's Bones – 3:45 – The Shrubs
11. This Boy Can Wait – 3:59 – The Wedding Present